# Pteromalus troglodytes
Pteromalus troglodytes är en stekelart som beskrevs av Dalla Torre 1898. Pteromalus troglodytes ingår i släktet Pteromalus och familjen puppglanssteklar. Inga underarter finns listade i Catalogue of Life.